# Orthocladius ruffoi
Orthocladius ruffoi är en tvåvingeart som beskrevs av Rossaro 1991. Orthocladius ruffoi ingår i släktet Orthocladius och familjen fjädermyggor.
Artens utbredningsområde är Italien. Arten har ej påträffats i Sverige. Inga underarter finns listade i Catalogue of Life.